# بيتر غالانت
بيتر غالانت هو لاعب كرلنغ كندي، ولد في 20 ديسمبر 1958 في تشارلوت تاون في كندا.

## وصلات خارجية
- بيتر غالانت على موقع الاتحاد الدولي للكرلنغ (الإنجليزية)
- بيتر غالانت على موقع أوليمبيديا (الإنجليزية)